# Голубово (Красногородський район)
Голубово (рос. Голубово) — присілок в Красногородському районі Псковської області Російської Федерації.
Населення становить 53 особи. Входить до складу муніципального утворення Красногородська волость .

## Історія
Від 2015 року входить до складу муніципального утворення Красногородська волость .

## Населення
| 2001 | 2002 | 2010 |
| ---- | ---- | ---- |
| 61   | ↘53  | ↘39  |